# Mieczysław Wądolny
Mieczysław Wądolny (ur. 24 września 1919 w Łękawicy, zm. 14 stycznia 1947 tamże) – żołnierz partyzantki antykomunistycznej, dowódca oddziału „Burza” w powiecie wadowickim w latach 1945–1947, porucznik.

## Życiorys
Mieczysław Wądolny urodził się 24 września 1919 r. w Łękawicy. W młodości pragnął zajmować się malarstwem artystycznym. Po wybuchu II wojny światowej ojciec Mieczysława – Bolesław zaangażował się w działalność konspiracyjną. Przeprowadzał przez zieloną granicę na Węgry członków organizacji podziemnych oraz Żydów.
W 1943 roku Mieczysław Wądolny wstąpił do Oddziału Specjalnego Ludowej Straży Bezpieczeństwa „Grań”. LSB była wydzieloną częścią sił zbrojnych podziemnego Stronnictwa Ludowego dla ochrony jego działalności. 26 stycznia 1945 roku Armia Czerwona zajęła Wadowice. Ludowcy liczyli na możliwość przejęcia lokalnych struktur władzy, tym bardziej że w początkowym okresie rządów komunistów, tolerowali oni tworzenie przez ludowców posterunków milicji. Również Wądolny zgłosił się do Milicji Obywatelskiej (MO) i zaczął pracować w wadowickiej komendzie MO jako kierowca.

## Oddział „Burza”
W połowie 1945 roku NKWD i UB zaczęły nasilać działania represyjne; weryfikowano funkcjonariuszy związanych z siłami niepodległościowymi. Zmuszano ich do wystąpienia z szeregów MO i UB. Nasilały się aresztowania, niektórzy powracali do działalności partyzanckiej.
Na początku września 1945 roku szef wadowickiego UBP nakazał rewizję w domu Wądolnego. Znaleziono tam kilka niemieckich automatów, pepesz, kilka tysięcy sztuk amunicji i granaty. Wądolnego osadzono w wadowickim areszcie. Po pięciu dniach udało mu się stamtąd uciec dzięki pomocy współtowarzyszy pracujących w MO.
W pierwszej połowie września Wądolny zorganizował oddział partyzancki, nad którym objął dowództwo. Jako dowódca używał pseudonimu „Granit”, później „Mściciel”. Pod koniec 1945 roku rozrastający się oddział liczył już około 30 ludzi i zaczął występować pod kryptonimem „Burza”. Wądolny zarządził, że każdy z jego podkomendnych winien mieć mundur wojskowy i musi się sam uzbroić. Mianował podoficerów, wyznaczał dowódców drużyn oraz żądał, aby w stosunkach wewnętrznych przestrzegano rygorów wojskowych. O planach i posunięciach miejscowego UB i wojska informowali „Mściciela” ludzie, którzy jeszcze nie zostali zdekonspirowani w szeregach milicji i innych służb.
W 1946 roku oddział Wądolnego należał do najaktywniejszych jednostek podziemia niepodległościowego w województwie krakowskim. Jedną z metod walki z komunistyczną władzą były likwidacje posterunków MO. Rozbrajano milicjantów, niszczono znajdująca się na posterunkach dokumentację, spisy ludności, akta podatkowe i kontyngentowe itp. Partyzanci rozbili m.in. posterunki MO w Babicach, Wieprzu, Makowie Podhalańskim, Zawoi, Mucharzu, Stryszowie, Zembrzycach. Jednocześnie starali się chronić miejscową ludność przed bandami rabunkowymi.
W trakcie kontroli w dniach 28–31 maja 1946 roku, jakiej dokonali w KBW województwa krakowskiego gen. Henryk Jóźwiak i gen. Steca stwierdzono, że rejonami największego zagrożenia dla władzy są tereny powiatów nowotarskiego i wadowickiego, a mimo nasycenia tych ziem wojskiem w dalszym ciągu przewaga należy do podziemia. W sprawozdaniu z 24 kwietnia 1946 r. pepeerowcy z Wadowic donosili, że z powodu terroru ze strony „band”: [...] koła wiejskie PPR są zmuszone utrzymać charakter konspiracyjny. Podobnie opisywał sytuację wadowicki ubowiec: Nasz PUBP faktycznie rozciągał swoje wpływy tylko na miasto Wadowice i sąsiadujące z nim miejscowości. Pozostałe rejony, zwłaszcza południowa i północna część powiatu, znajdowały się pod kontrolą zbrojnego podziemia. Sekretarz KP PPR w Wadowicach Władysław Pasternak pisał do Krakowa: Niniejszym donoszę Wam, że na terenie Wadowic zajmujemy się tylko pogrzebami. Po ostatniej odprawie wojewódzkiej chować będziemy 6-tą ofiarę.(...) naród, a zwłaszcza partyjniacy po wsiach nie chcą się udzielać.
O sile oddziału decydowała przede wszystkim współpraca z miejscową ludnością. Dokumenty PPR oraz lokalnej administracji świadczą, że tam, gdzie oddziały były najsilniejsze, ludność czuła się bezpieczniej. Starosta z Wadowic pisał w październiku 1945 roku: Dzięki wpływowi elementów wywrotowych, w niektórych gminach ludność przestała oddawać nabiał do mleczarni spółdzielczych oraz ociąga się z oddawaniem kontyngentu. Akceptacja działań podziemia i poparcie, jakim cieszyli się „leśni”, były dla komunistów znacznym problemem.
Początkowo partyzanci „Mściciela” działali samodzielnie. W 1946 r. stali się jedną z jednostek bojowych krakowskiej organizacji zbrojnej pod nazwą Armia Polska w Kraju. Najprawdopodobniej za pośrednictwem APwK oddział Wądolnego został podporządkowany Józefowi Kurasiowi „Ogniowi” – dowódcy największego zgrupowania partyzanckiego w Krakowskiem.

## Śmierć
12 stycznia 1947 roku na stacji PKP w Wadowicach została przypadkowo zatrzymana łączniczka niosąca meldunki dla „Mściciela”. PUBP wydobył od niej szczegółowe informacje na temat miejsca jego pobytu w Łękawicy. Razem z nim przebywał tam jego zastępca Tadeusz Nowak ps. „Lola”.
Akcję rozpoczęto 14 stycznia o świcie. Wądolny ujrzał napastników, gdy znajdowali się około 200 metrów od zabudowań. Strzelając z automatu próbował się wycofać w stronę pobliskiego lasu, ale tam KBW miało już wcześniej ustawione stanowiska erkaemów. Wądolny został trafiony w rękę. Zawrócił więc w stronę domów i zaczął się ostrzeliwać z niewielkiego zagajnika, dzielącego zabudowania od lasu. Ubecy chcieli jednak ująć „Mściciela” żywego. Kiedy cały zagajnik został otoczony stało się oczywiste, że Wądolny nie ma szans ucieczki. Ubowcy kilkakrotnie wzywali go, aby się poddał, oddając co pewien czas krótkie serie z erkaemów. Mieczysław Wądolny podłożył sobie granat pod brzuch i wyciągnął zawleczkę.

## Epilog
Rozerwane ciało Wądolnego ubowcy zabrali z miejsca walki. Nigdy nie odnaleziono jego grobu. Jednocześnie komunistyczny aparat bezpieczeństwa podjął działania mające na celu zafałszowanie prawdziwych okoliczności śmierci „Mściciela”. Stworzono niespójną opowieść o tym jak w granat schowany w kieszeni przypadkowo trafił erkaemista, a żołnierze rzekomo widzieli, że Wądolny nie wyciągnął zawleczki. W latach osiemdziesiątych XX wieku wadowicki ubowiec Tadeusz Kosowski zamieścił w niskonakładowym wydawnictwie Akademii Spraw Wewnętrznych relację, gdzie wyraźnie napisał, że otoczony „Mściciel” był ukryty w zagajniku. Ubowcy go nie widzieli, a chcąc go wziąć żywcem strzelali w górę. Przyznał, że eksplozja i śmierć Wądolnego pokrzyżowała ich plany.

## Upamiętnienie
- 23 czerwca 2008 roku prezydent RP Lech Kaczyński odznaczył dwóch żołnierzy z oddziału Burza: por. Mariana Pióro i sierż. Rudolfa Buckiego Krzyżami Oficerskimi Orderu Odrodzenia Polski. Decyzja prezydenta została odczytana jako oficjalna rehabilitacja żołnierzy por. Mieczysława Wądolnego[2].

## Filmografia
- O Niepodległą – powojenne losy oddziału Mściciela (film dokumentalny, 2009[3][4])